# Metanephrops arafurensis
Metanephrops arafurensis är en kräftdjursart som först beskrevs av De Man 1905.  Metanephrops arafurensis ingår i släktet Metanephrops och familjen humrar. IUCN kategoriserar arten globalt som otillräckligt studerad. Inga underarter finns listade i Catalogue of Life.